# روزاليندي هيرلي
روزاليندي هيرلي (بالإنجليزية: Rosalinde Hurley) ‏(1929:2004) عالمة وطبيبة بريطانية وعالمة ميكروبيولوحيا وأخصائية في علم الأمراض والصحة العامة، وخبيرة  في علم الأخلاقيات ومحامية، طبقت علم القانون وخبرتها لصالح عملها الطبي.
هي عضو في مجلس إدارة الوكالة الأوروبية لتقييم الأدوية، وأستاذة سابقة واستشارية في معهد الأحياء الدقيقة الطبية لأمراض النساء والولادة، ومستشفى كوين شارلوت للولادة، ومستشفى كيوتشارينج كروس في لندن.

## الحياة الشخصية
ولدت في لندن في 30 ديسمبر 1929 لعائلة كاثولكية، تلقت دراستها المبكرة في أكاديمية السيدة العذراء في ماساتشوستش، هاجرت هي وشقيقها إلى الولايات المتحدة الأمريكية خلال الحرب العالمية الثانية للعيش مع صديق والدها، عادت إلى بريطانيا سنة 1948، وكانت واحدة من الأشخاص القلائل الذين بدوا حياتهم الدراسية في عدة مجالات، فقد درست الطب في كلية الطب في مستشفى تشارينغ كروس وتخرجت في سنة 1955،وفي سنتها الأخيرة في كلية الطب فازت بجوائز في طب التوليد والطب النفسي والصحة العامة والنظافة والطب الشرعي، وكانت تدرس القانون في نفس الوقت وتم التحاقها بنقابة المحاميين سنة 1958 وحصلت على ليسانس في الحقوق،  ولكنها لم تعمل كمحامية، ولكن الدراسة جعلتها فعالة وقدمت المشورة القانونية غير الرسمية للكلية الملكية لعلماء الأمراض وأماكن أخرى، حصلت على دبلوم الآداب من جامعة لندن سنة 1956.
حصلت على جائزة جيلكريست وجائزة شورتون كولينز في الأدب عندما كانت مسؤولة عن مكتب التسجيل المسبق في مستشفيات ويمبلي وغرب لندن.
تزوجت جراح الأعصاب بيتر جورتفاني الذي عمل في مستشفيات سانت بارثوليميو ورمفورد ولم يكن لديهم أطفال، وفي وقت لاحق عانى من أمراض القلب وتوفي منذ سنوات.

## الحياة المهنية
حصلت على درجة الماجستير في الطب سنة 1962 واجتازت امتحان عضوية الكلية الملكية لعلماء الأمراض مما جعلها أخصائية مؤهلة بالكامل ومنذ سنة 1958 عملت محاضرة وأخصائية علم الأمراض في مستشفى تشارينغ كروس وفي سنة 1963 تم تعيينها استشارية علم الأمراض في مستشفى كوين شارلوت (مستشفى الولادة الشهير في غرب لندن)، حيث حولت طاقاتها البحثية إلى دراسة الإلتهابات البكترية والفيروسية والفطرية المحيطة بالولادة للمرأة الحامل وأطفالها مع اهتمامها الخاص بالبحث عن عدوى المبيضات البيضاء، وعُيِّنت أستاذة علم الأحياء الدقيقة حيث طورت برنامجًا بحثيًا قويًا مع زملائها المقيمين حتى اشتهر المستشفى دوليًا بأبحاث العدوى.
كانت مساهمتها في الطب أوسع بكثير من تخصصها، فقد تم تعيينها في لجنة مواد طب الأسنان والجراحة، وأصبحت نائب الرئيس ثم رئيس مجلس الإدارة ثم تم تعيينها رئيسًا للجنة الأدوية سنة 1982.
وعملت في مجلس إدارة الوكالة الأوروبية لتقييم الأدوية، وكانت أيضًا عضوًا في مجلس إدارة مركز مراقبة الأمراض المعدية، وترأست لجنة الأخلاقيات للتحقيق الرسمي في تفشي السالمونيلا في مستشفى ستانلي رودويكفيلد والذي ساعد في وضع معايير للسيطرة على الأمراض المعدية على مدى السنوات العشرين المقبلة، كما كانت رئيسة مجلس فريق العمل المعني بالأنسجة البشرية لمدة عشرين عامًا، ولعبت دورًا نشطًا في الكلية الملكية لعلماء الأمراض بما في ذلك منصب نائب الرئيس من 1984 إلى 1987 وقادت التوجيهات بشأن الاحتفاظ بالسجلات والأرشيفات المرضية وتخزينها وبيان إجماع معهد العلوم الطبية الحيوية حول استخدام الأنسجة البشرية في البحث والتعليم ومراقبة الجودة.